# Чёбаковское сельское поселение (Ярославская область)
Чёбаковское сельское поселение — муниципальное образование в составе Тутаевского района Ярославской области. 
Административным центром сельского поселения является посёлок Никульское

## История
Чёбаковское сельское поселение образовано 1 января 2005 года в соответствии с законом Ярославской области № 65-з от 21 декабря 2004 года «О наименованиях, границах и статусе муниципальных образований Ярославской области», границы сельского поселения установлены в административных границах Чёбаковского сельского округа.

## Население
| 2007  | 2010  | 2011  | 2012  | 2013  | 2014  | 2015  | 2016  | 2017  |
| ----- | ----- | ----- | ----- | ----- | ----- | ----- | ----- | ----- |
| 1373  | ↘1343 | ↘1341 | ↘1325 | ↗1354 | ↗1395 | ↗1409 | ↗1414 | ↘1408 |
| 2018  | 2019  | 2020  | 2021  |       |       |       |       |       |
| ↘1396 | ↘1379 | ↗1389 | ↘1261 |       |       |       |       |       |

## Состав сельского поселения
В состав сельского поселения входят 43 населённых пунктов. 
| №  | Населённый пункт     | Тип населённого пункта          | Население | Сельский округ |
| -- | -------------------- | ------------------------------- | --------- | -------------- |
| 1  | Акулиха              | деревня                         | →0        | Чёбаковский    |
| 2  | Алексейцево          | деревня                         | ↗15       | Чёбаковский    |
| 3  | Афанасово            | деревня                         | →3        | Чёбаковский    |
| 4  | Белешино             | деревня                         | →0        | Чёбаковский    |
| 5  | Богатырево           | деревня                         | ↗1        | Чёбаковский    |
| 6  | Большое Масленниково | деревня                         | ↗9        | Чёбаковский    |
| 7  | Волково              | деревня                         | ↗4        | Чёбаковский    |
| 8  | Галкино              | деревня                         | ↘2        | Чёбаковский    |
| 9  | Горинское            | деревня                         | ↗17       | Чёбаковский    |
| 10 | Данилково            | деревня                         | →0        | Чёбаковский    |
| 11 | Залужье              | деревня                         | ↗5        | Чёбаковский    |
| 12 | Иванищево            | деревня                         | →0        | Чёбаковский    |
| 13 | Исаево               | деревня                         | ↗1        | Чёбаковский    |
| 14 | Кирилловское         | деревня                         | ↗26       | Чёбаковский    |
| 15 | Кобылино             | деревня                         | →0        | Чёбаковский    |
| 16 | Константиново        | деревня                         | ↘4        | Чёбаковский    |
| 17 | Крапивино            | деревня                         | →0        | Чёбаковский    |
| 18 | Кривандино           | деревня                         | ↗5        | Чёбаковский    |
| 19 | Крюково              | деревня                         | →0        | Чёбаковский    |
| 20 | Куприяново           | деревня                         | ↗2        | Чёбаковский    |
| 21 | Малое Масленниково   | деревня                         | ↗4        | Чёбаковский    |
| 22 | Медведево            | деревня                         | ↗22       | Чёбаковский    |
| 23 | Михайловское         | деревня                         | ↗8        | Чёбаковский    |
| 24 | Михалево             | деревня                         | ↗2        | Чёбаковский    |
| 25 | Мокроусово           | деревня                         | ↗3        | Чёбаковский    |
| 26 | Николо-Заболотье     | деревня                         | ↘4        | Чёбаковский    |
| 27 | Никоново             | деревня                         | ↗2        | Чёбаковский    |
| 28 | Никульское           | посёлок, административный центр | ↘656      | Чёбаковский    |
| 29 | Омелино              | деревня                         | ↘0        | Чёбаковский    |
| 30 | Петрушино            | деревня                         | ↗5        | Чёбаковский    |
| 31 | Подольское           | деревня                         | →2        | Чёбаковский    |
| 32 | Прибрежная           | деревня                         | →0        | Чёбаковский    |
| 33 | Сальково             | деревня                         | ↗1        | Чёбаковский    |
| 34 | Саматово             | деревня                         | ↗12       | Чёбаковский    |
| 35 | Слонятино            | деревня                         | →0        | Чёбаковский    |
| 36 | Снегиревка           | деревня                         | ↗2        | Чёбаковский    |
| 37 | Судилово             | деревня                         | ↗41       | Чёбаковский    |
| 38 | Сумаково             | деревня                         | ↗11       | Чёбаковский    |
| 39 | Тамарово             | деревня                         | ↘9        | Чёбаковский    |
| 40 | Трубино              | деревня                         | ↗3        | Чёбаковский    |
| 41 | Филимоново           | деревня                         | →0        | Чёбаковский    |
| 42 | Чебаково             | деревня                         | 20        | Чёбаковский    |
| 43 | Чёбаково             | посёлок                         | ↘442      | Чёбаковский    |